# Perkáta
Perkáta là một làng thuộc hạt Fejér, Hungary. Làng này có diện tích 74,52 km², dân số năm 2010 là 4002 người, mật độ 54 người/km².